# Robert Kintziger

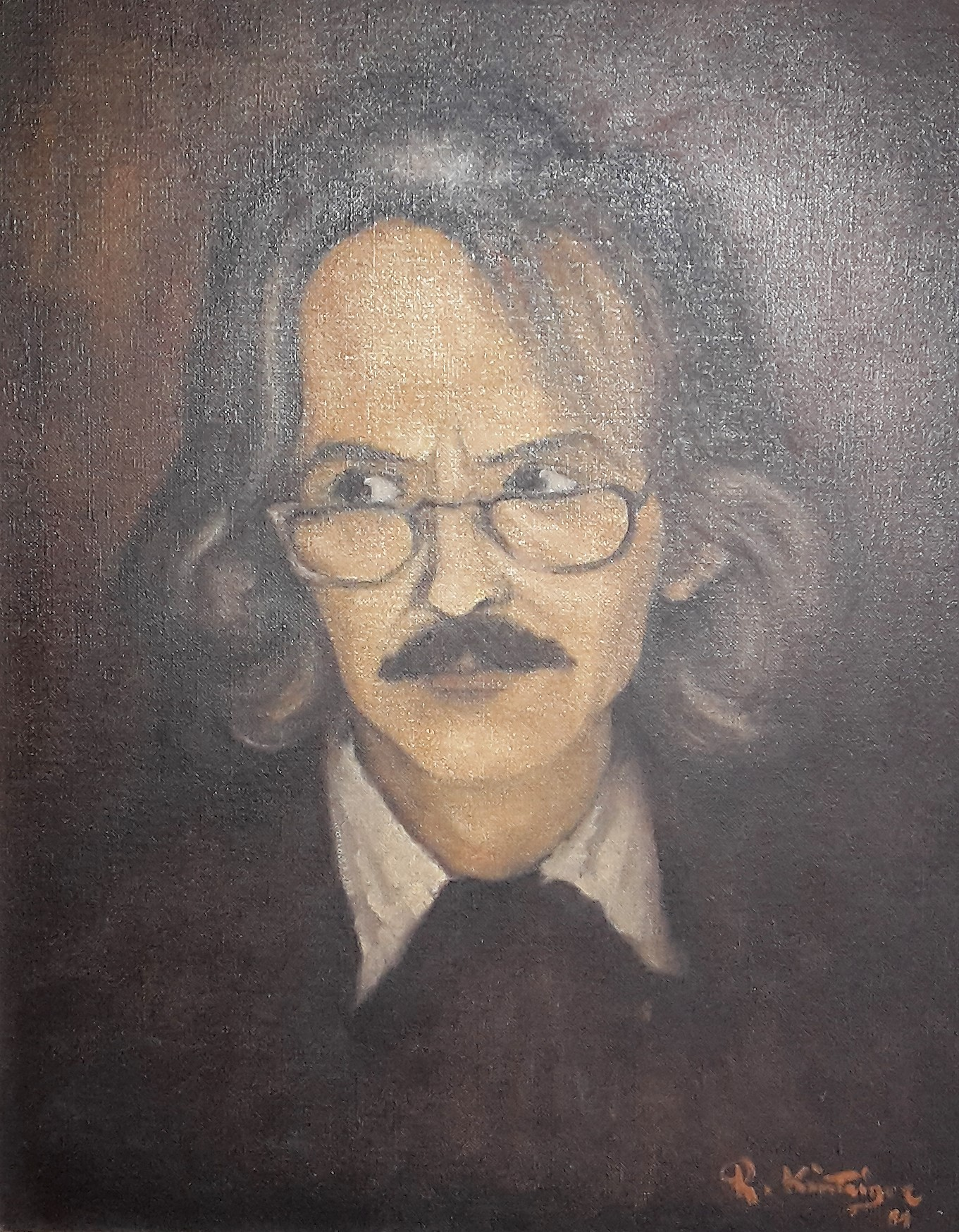
Zelfportret

Robert Kintziger (Assenede, 1935, - aldaar, 4 december 1999) was een Belgisch kunstschilder en glazenier.

## Leven
Kintziger groeide samen met zijn broer Albert op in het gezin van Frans Kintziger en Julia Vermeire  te Assenede.
Hij beoefende het glazeniersambacht in glasbedrijven in Sas Van Gent, Gent en in Zelzate.

## Opleiding
Kintziger leerde schilderen bij beeldhouwer/kunstschilder Léons De Buck, afkomstig uit Westdorpe. Zelf was hij de leermeester van Marnix De Vleesschauwer.

## Werk
Zijn oeuvre omvatte onder andere schilderijen van landschappen, stillevens en portretten, waarvoor hij inspiratie vond in zijn onmiddellijke omgeving in het Meetjeslandse krekengebied. Hij wordt geciteerd als een van de Meetjeslandse Meesters.

## Galerij

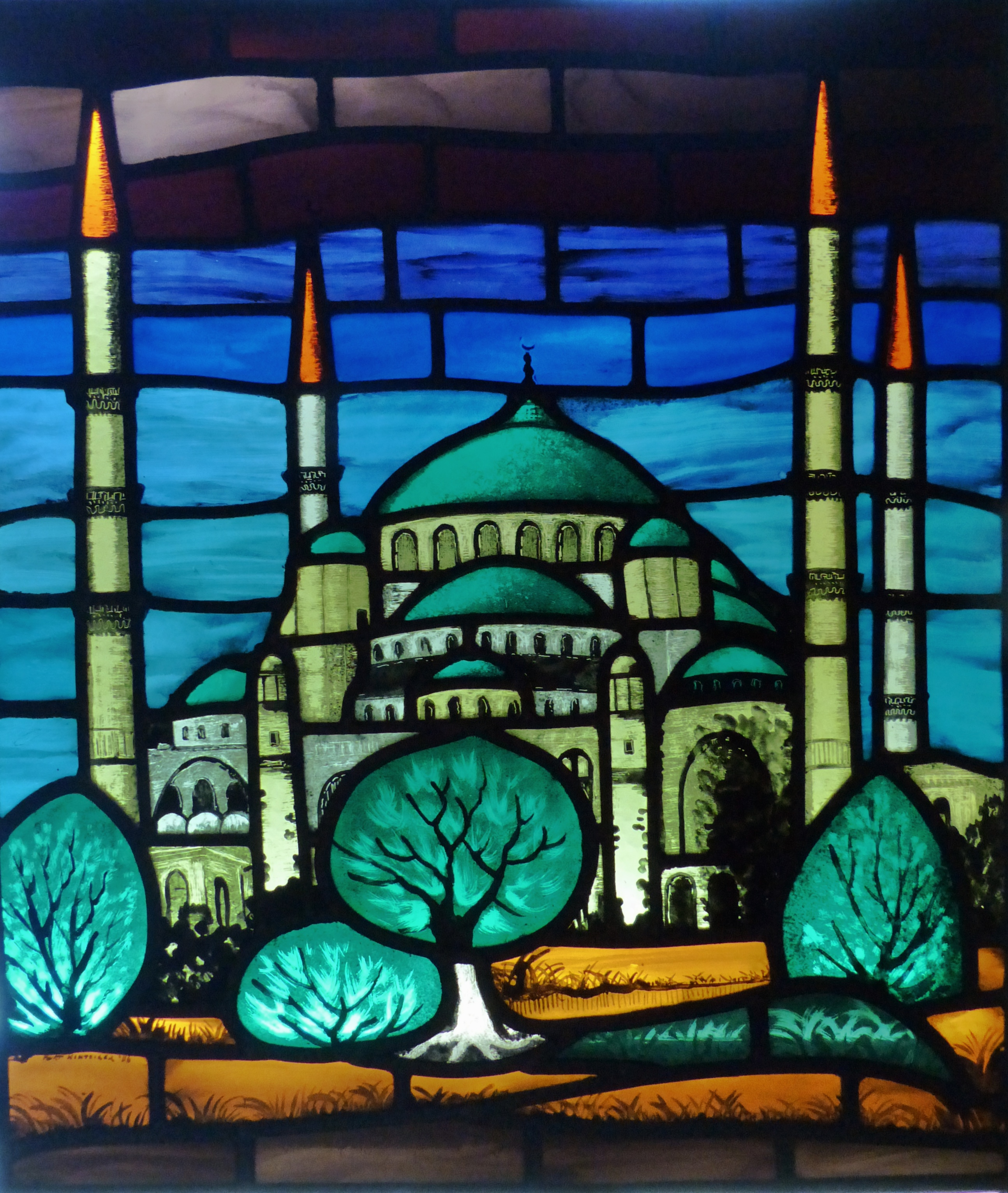
Moskee
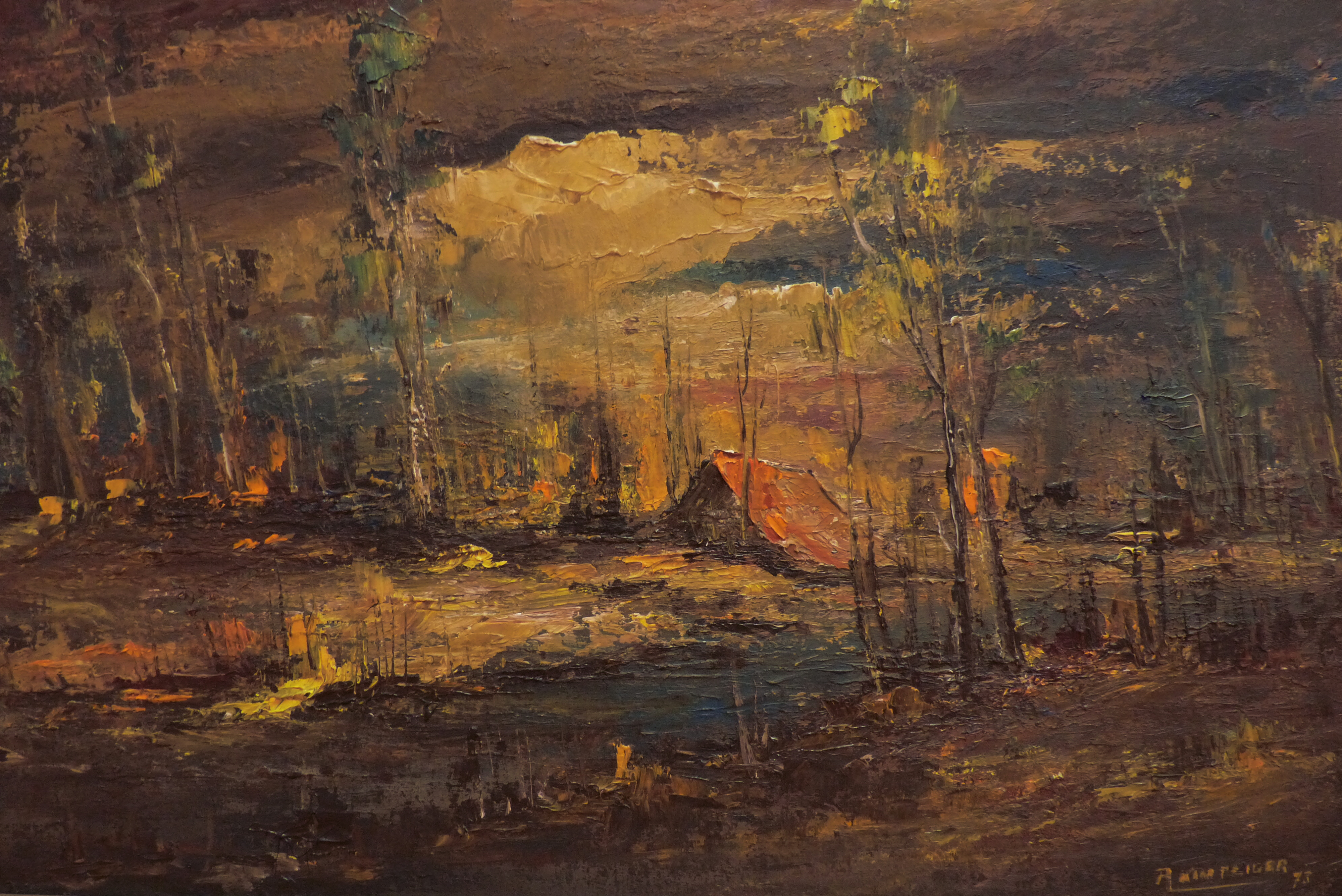
Landschap
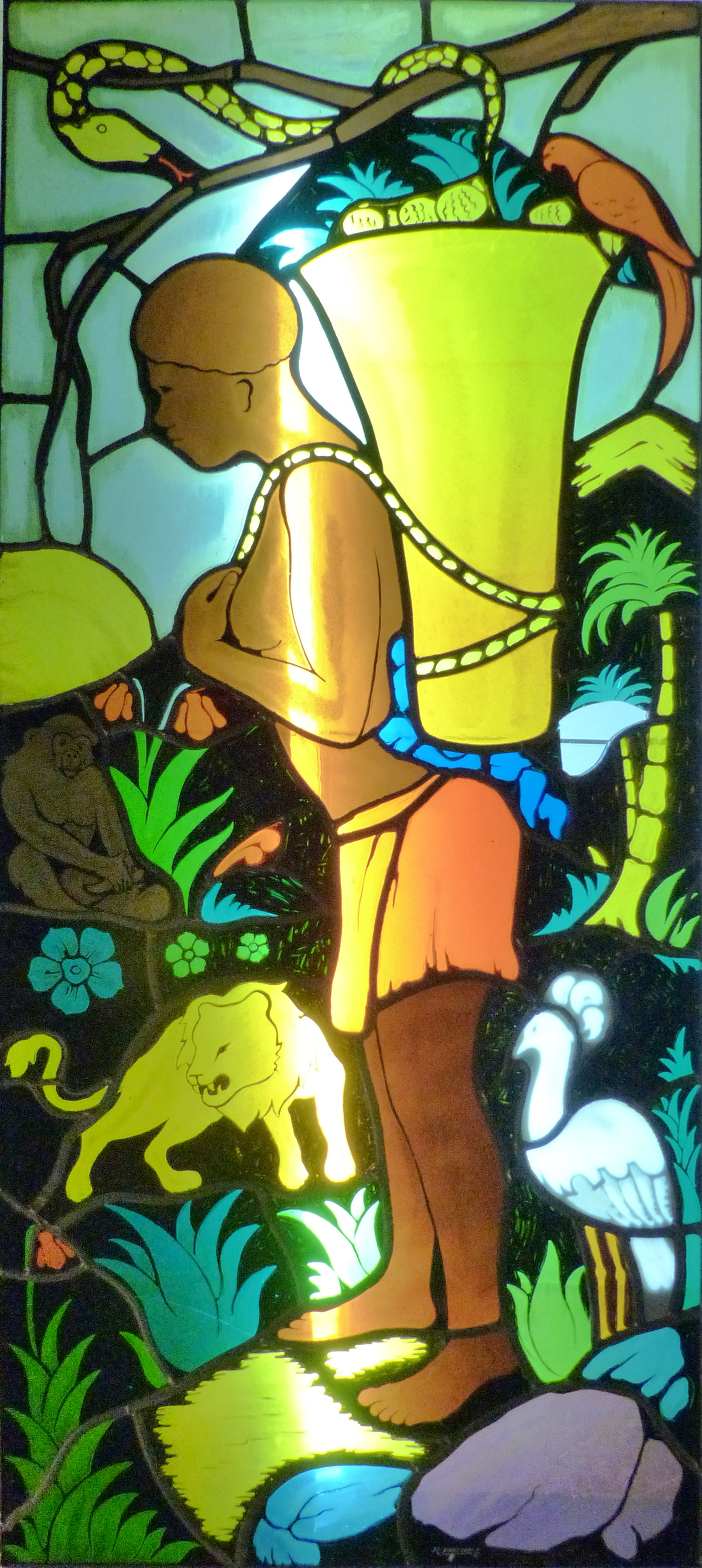
Afrikaans glasraam
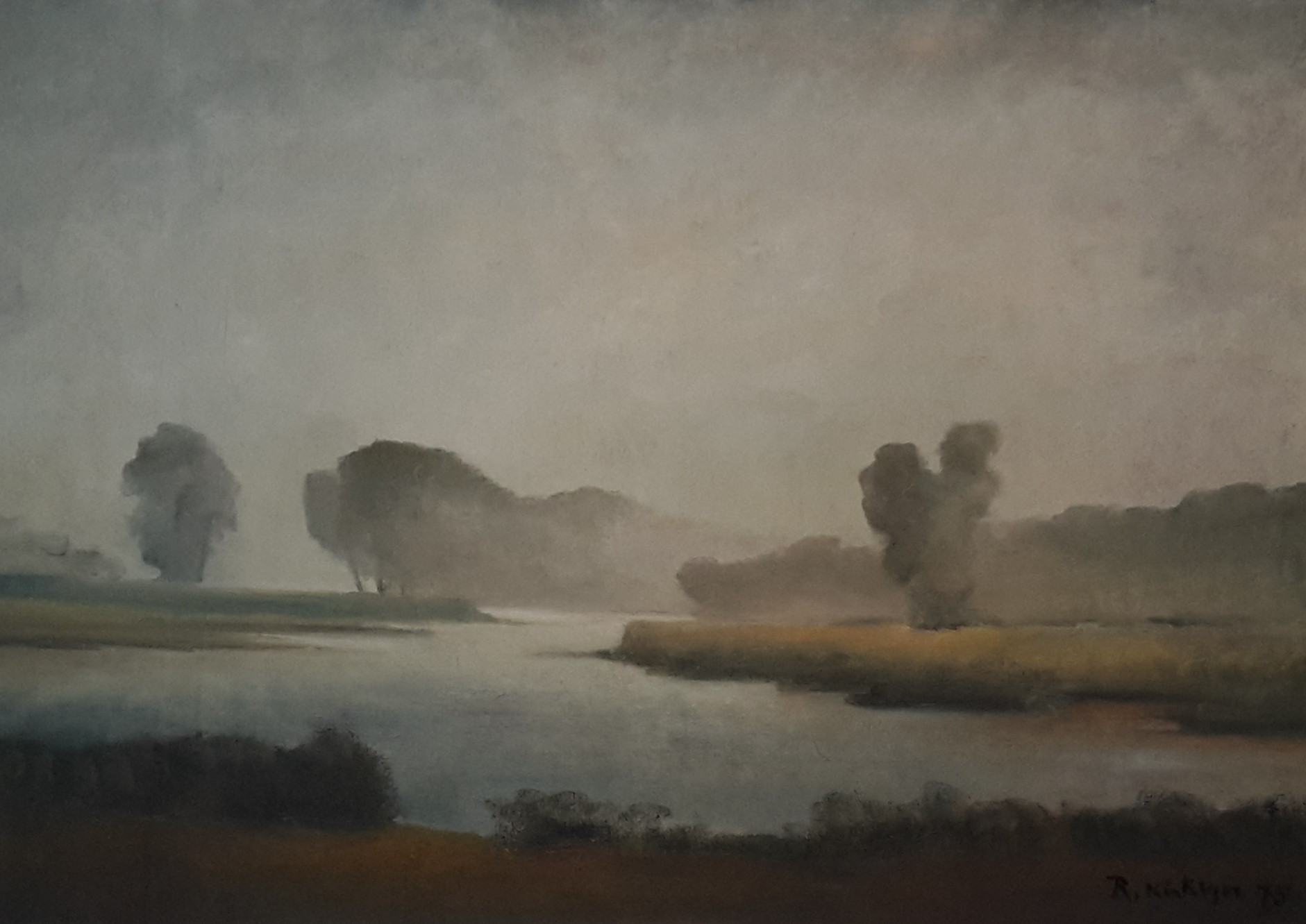
Kreken
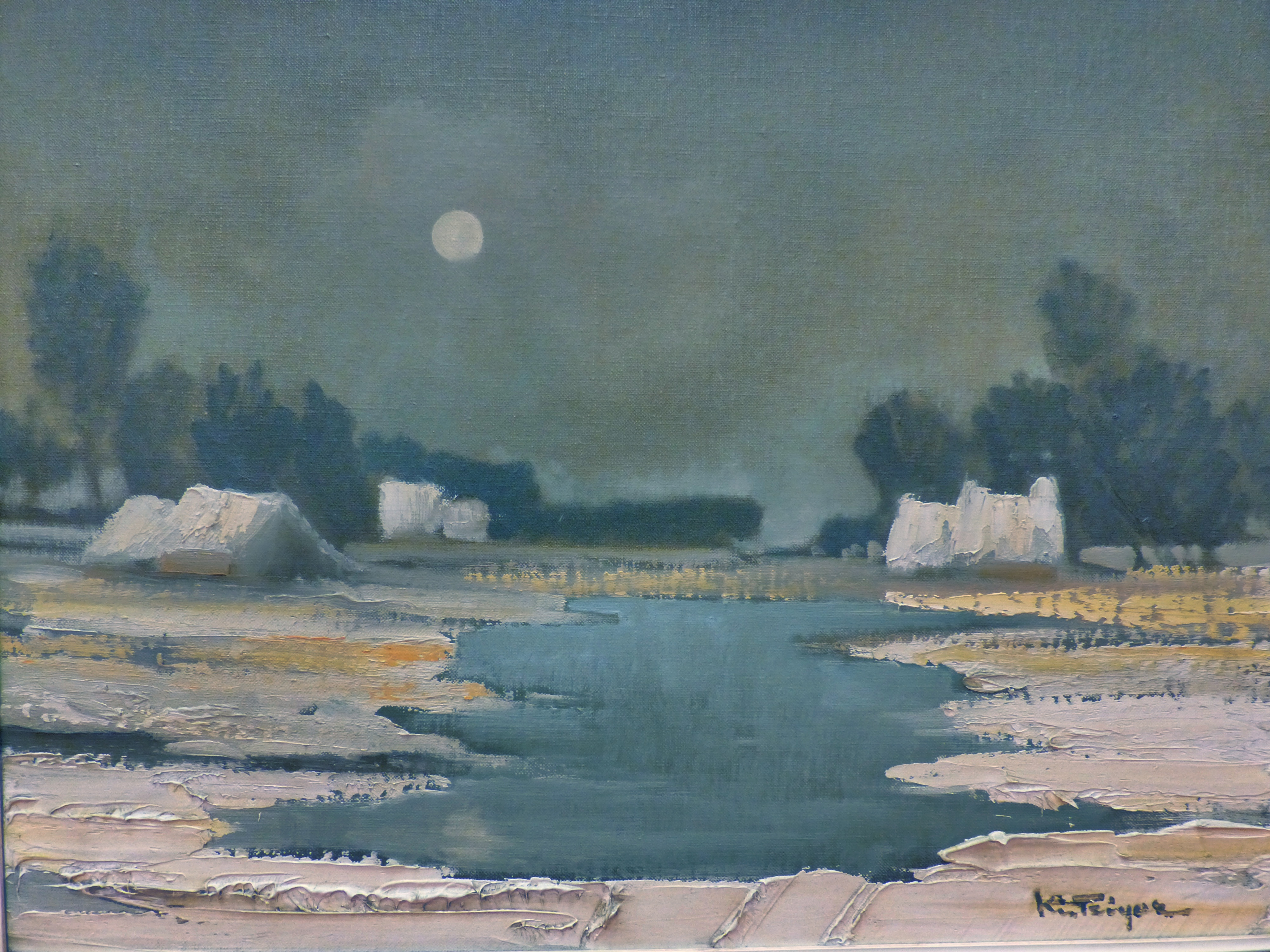
Besneeuwd landschap
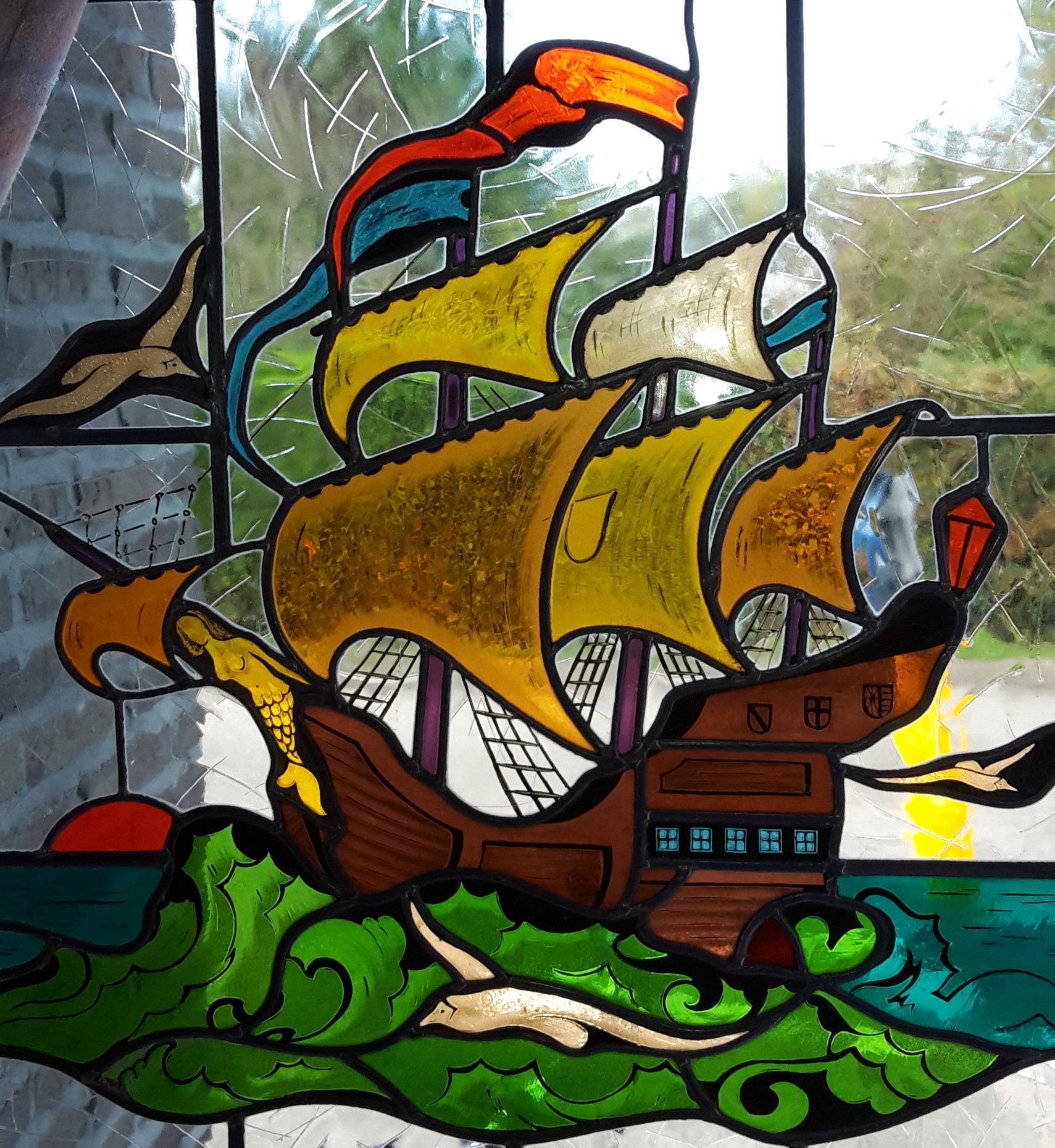
Schip glasraam
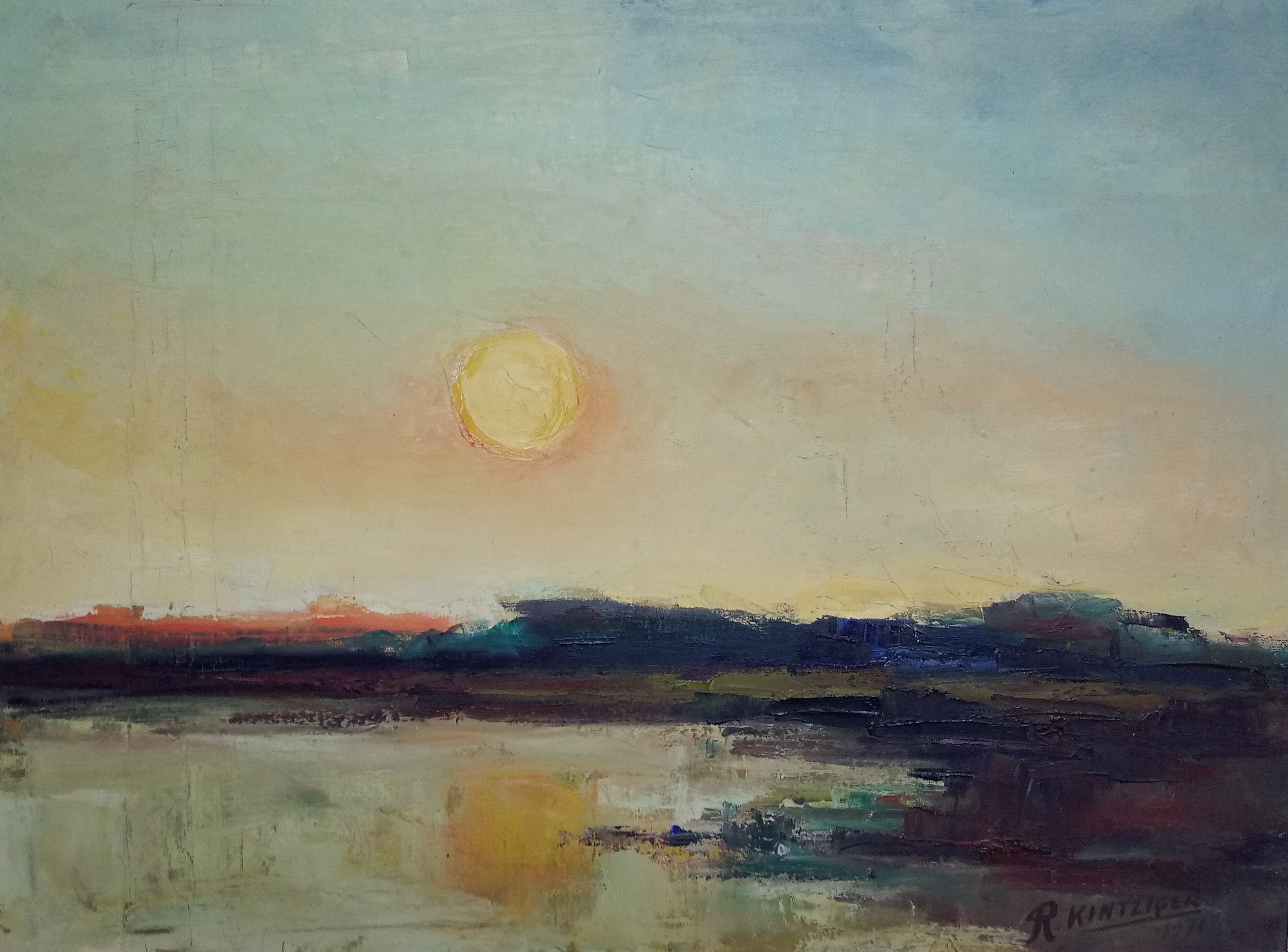
Landschap
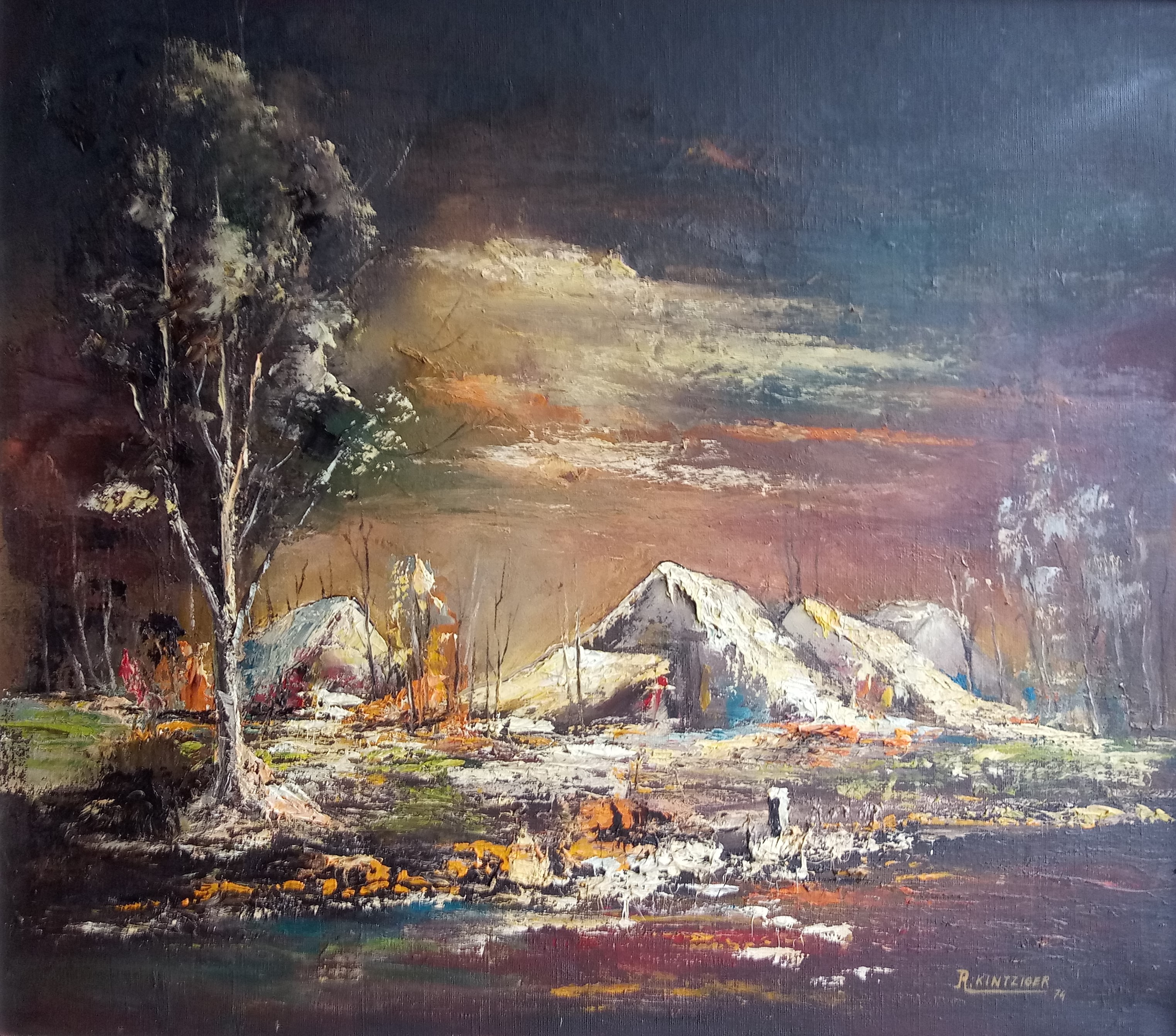
Landschap met huis
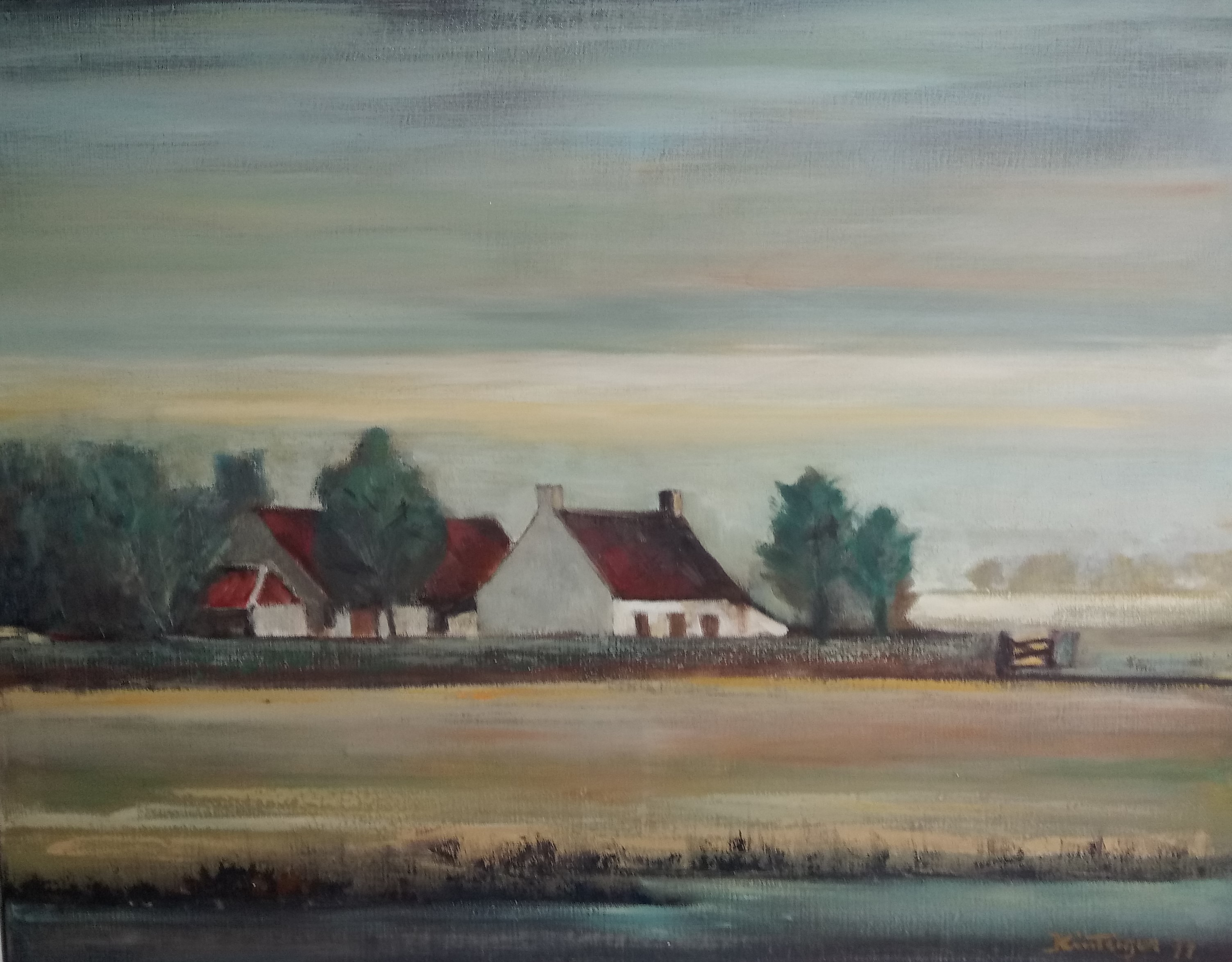
Hoeve
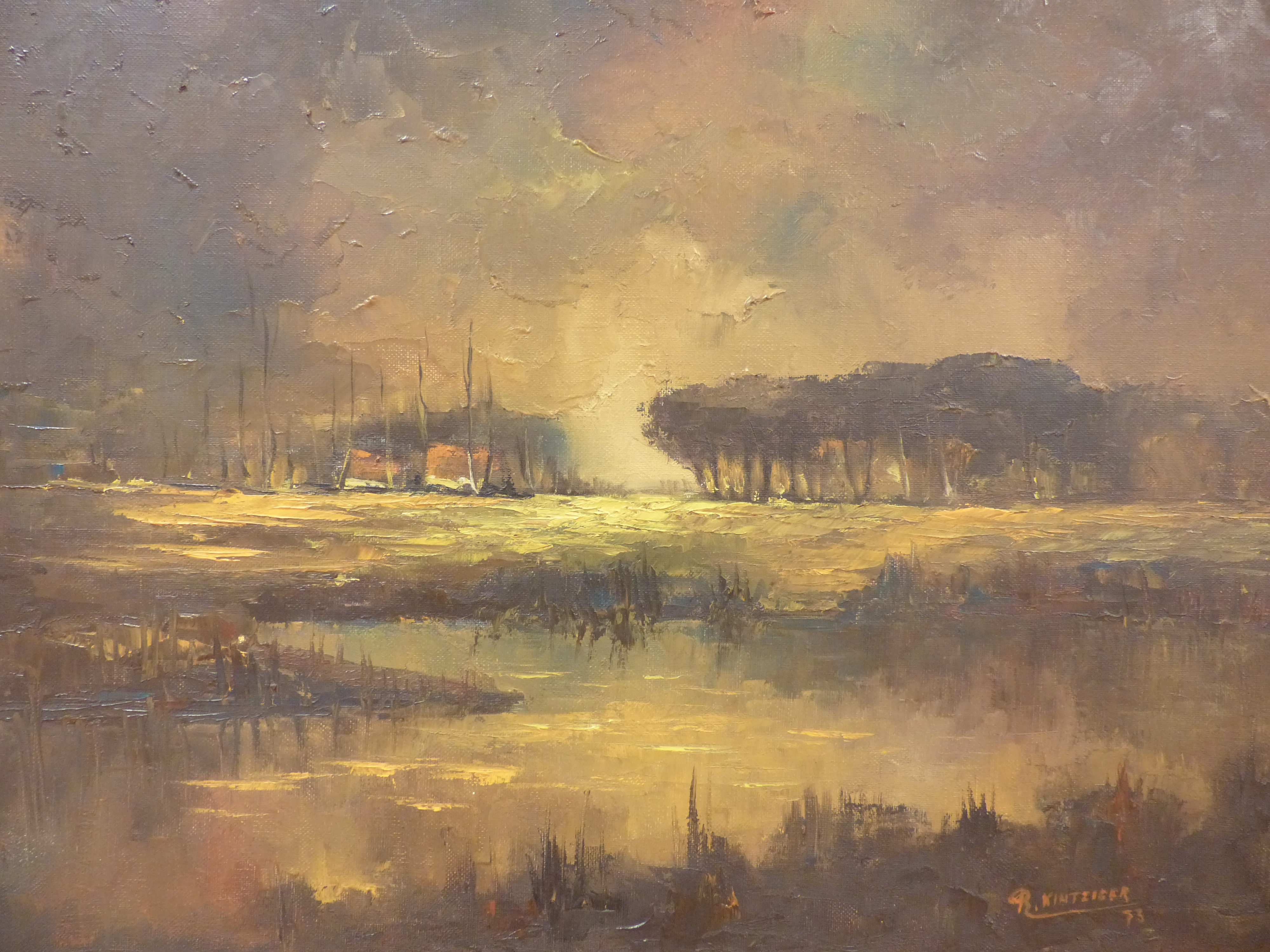
Landschap
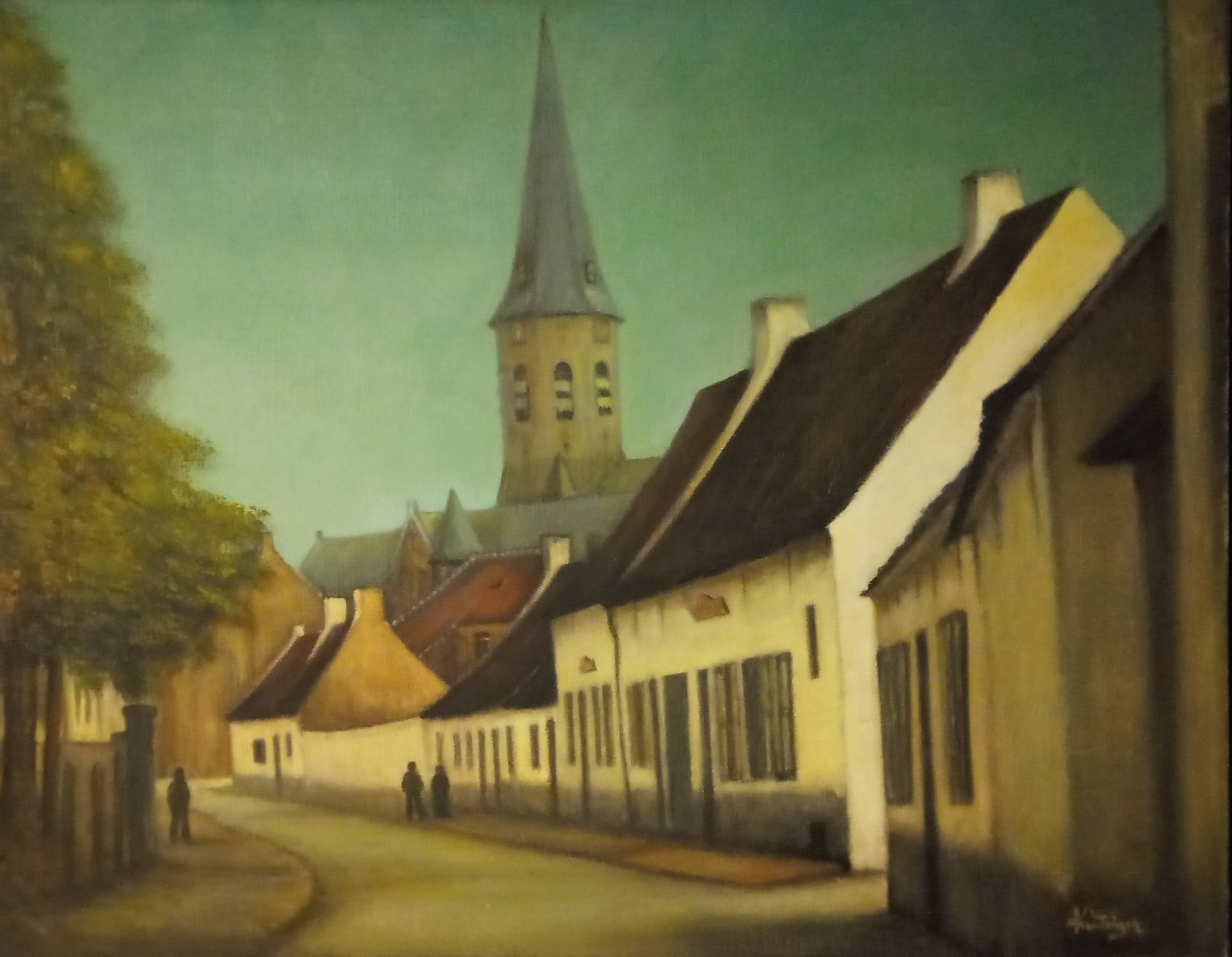
Dorpsstraat
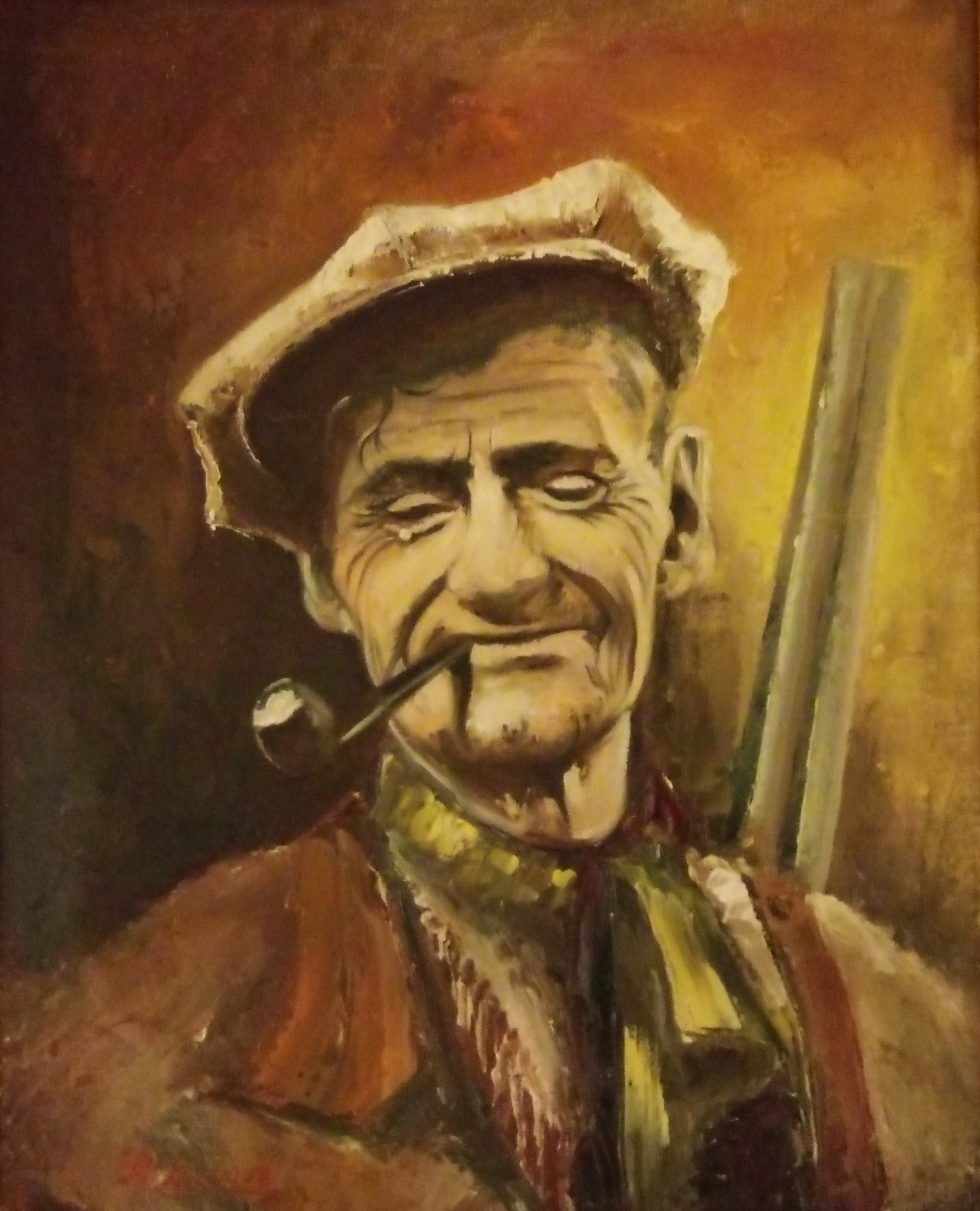
Jager
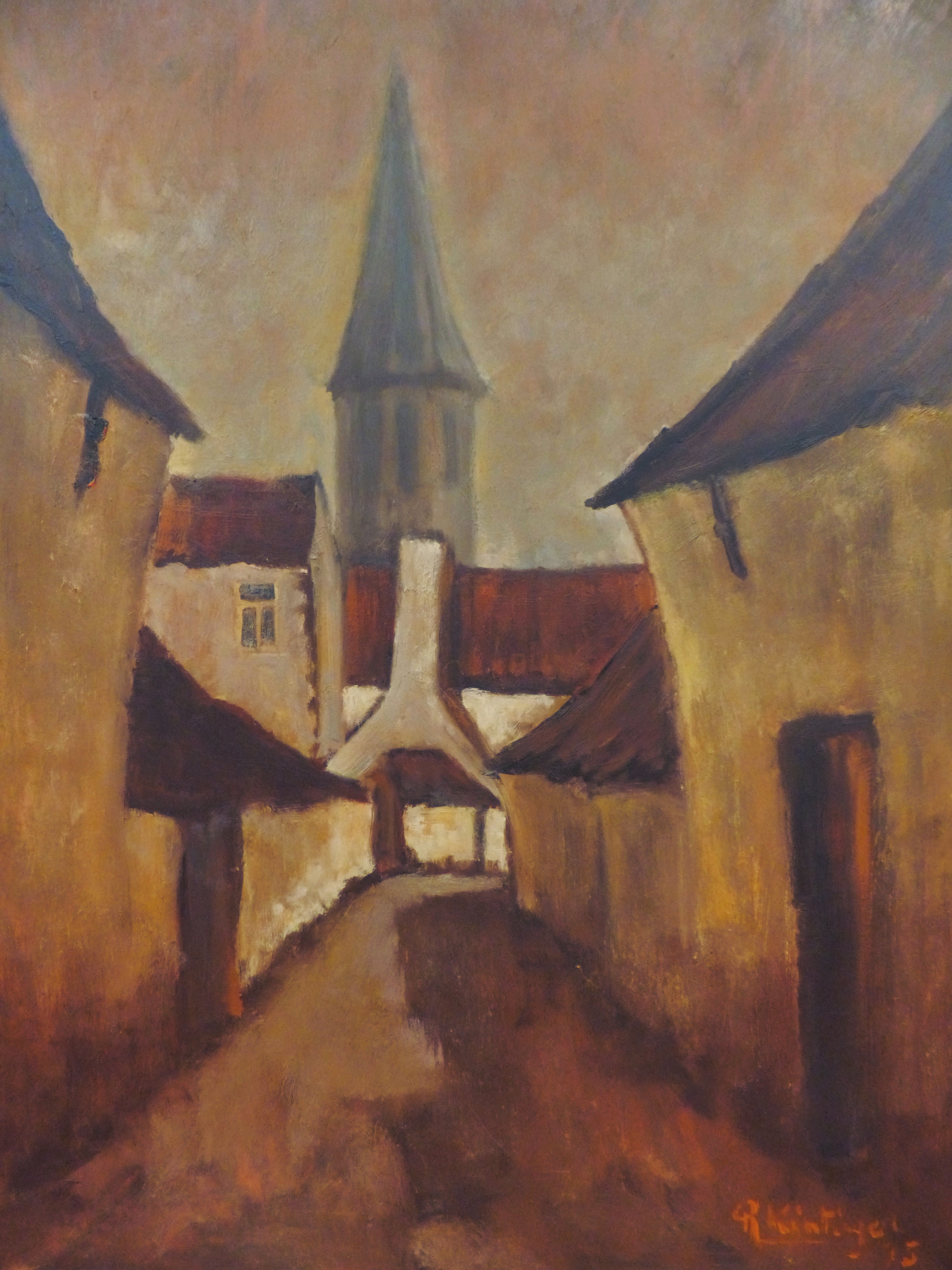
Dorpsstraat
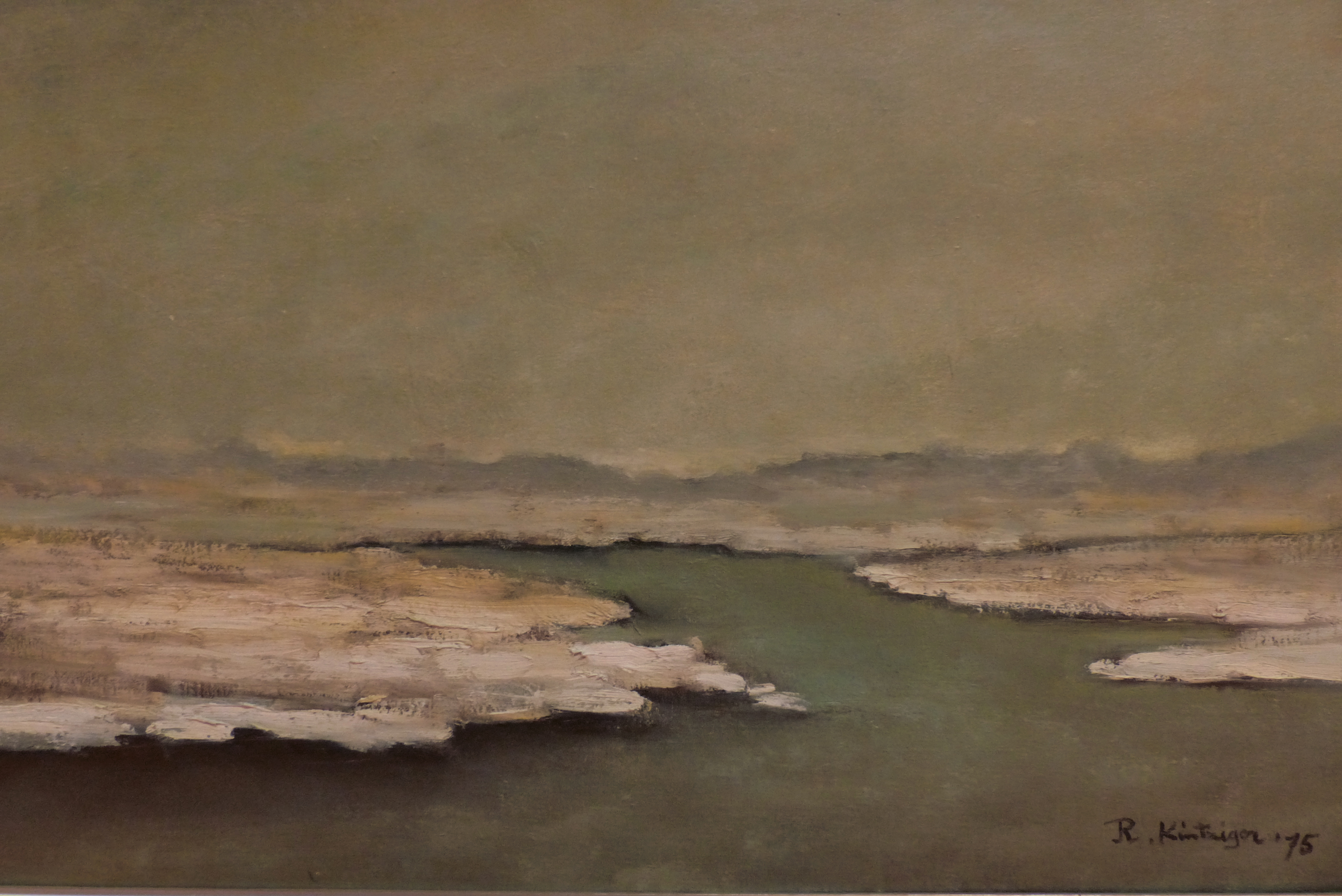
Landschap
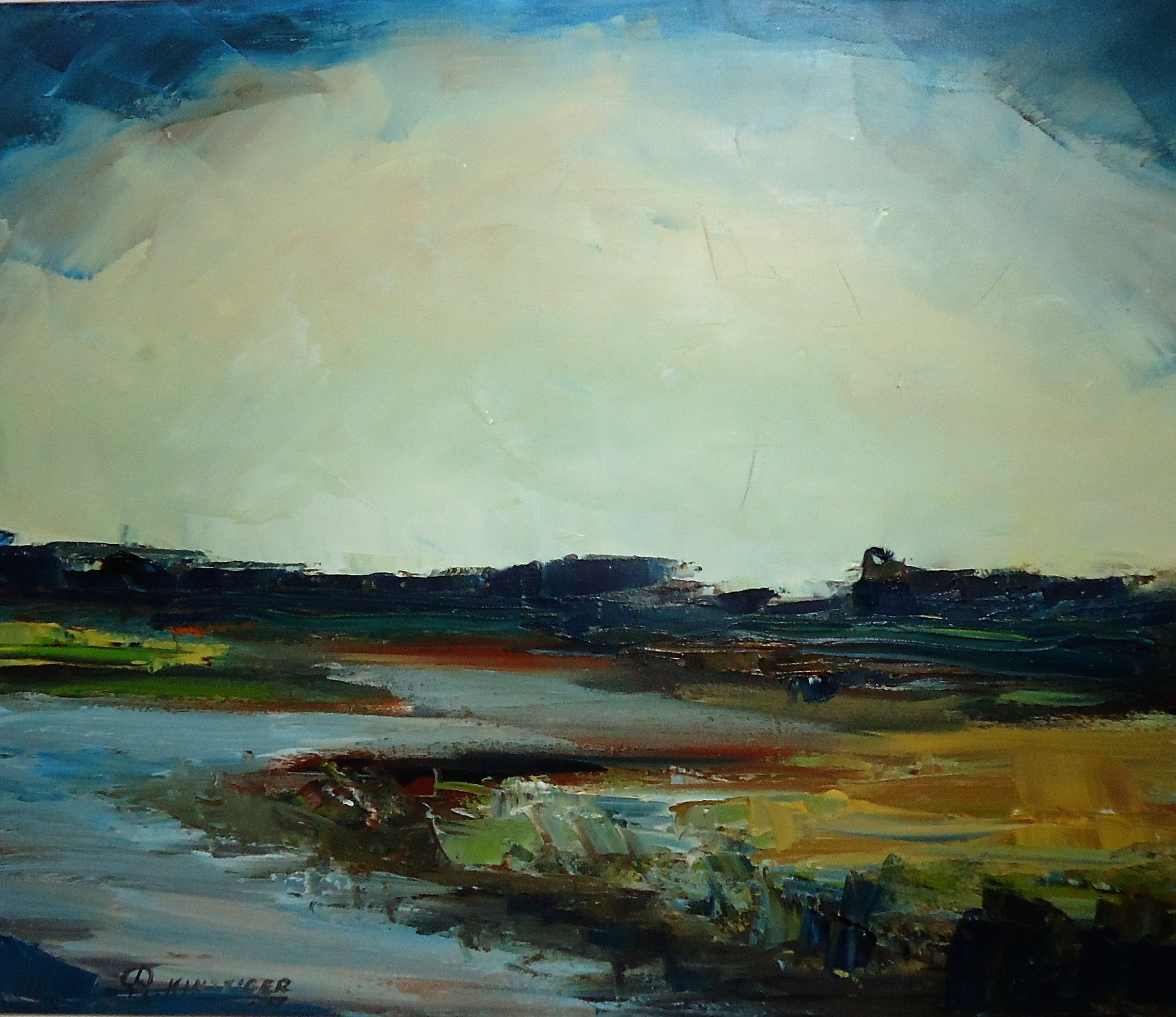
Landschap
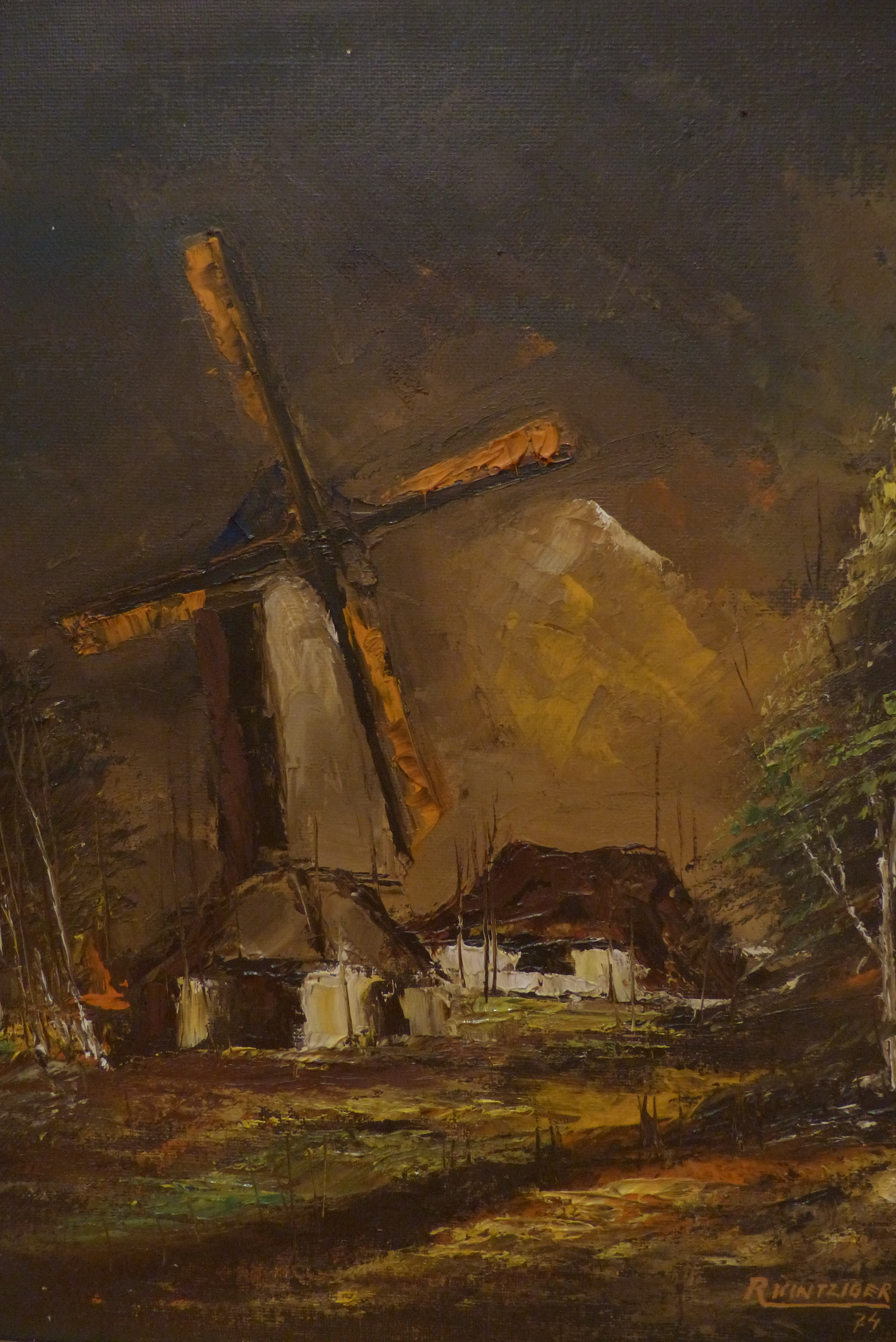
Molen
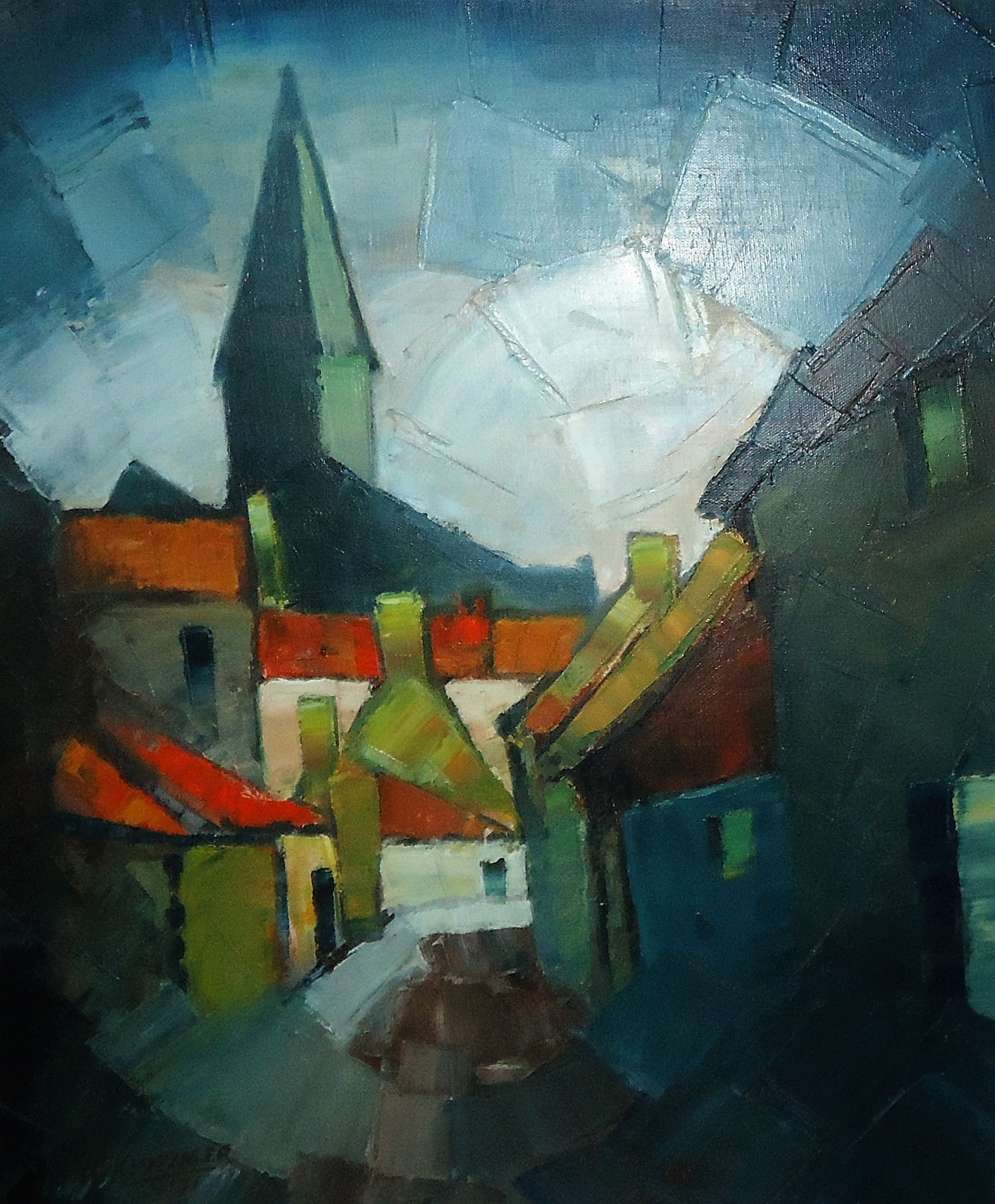
Dorpsstraat
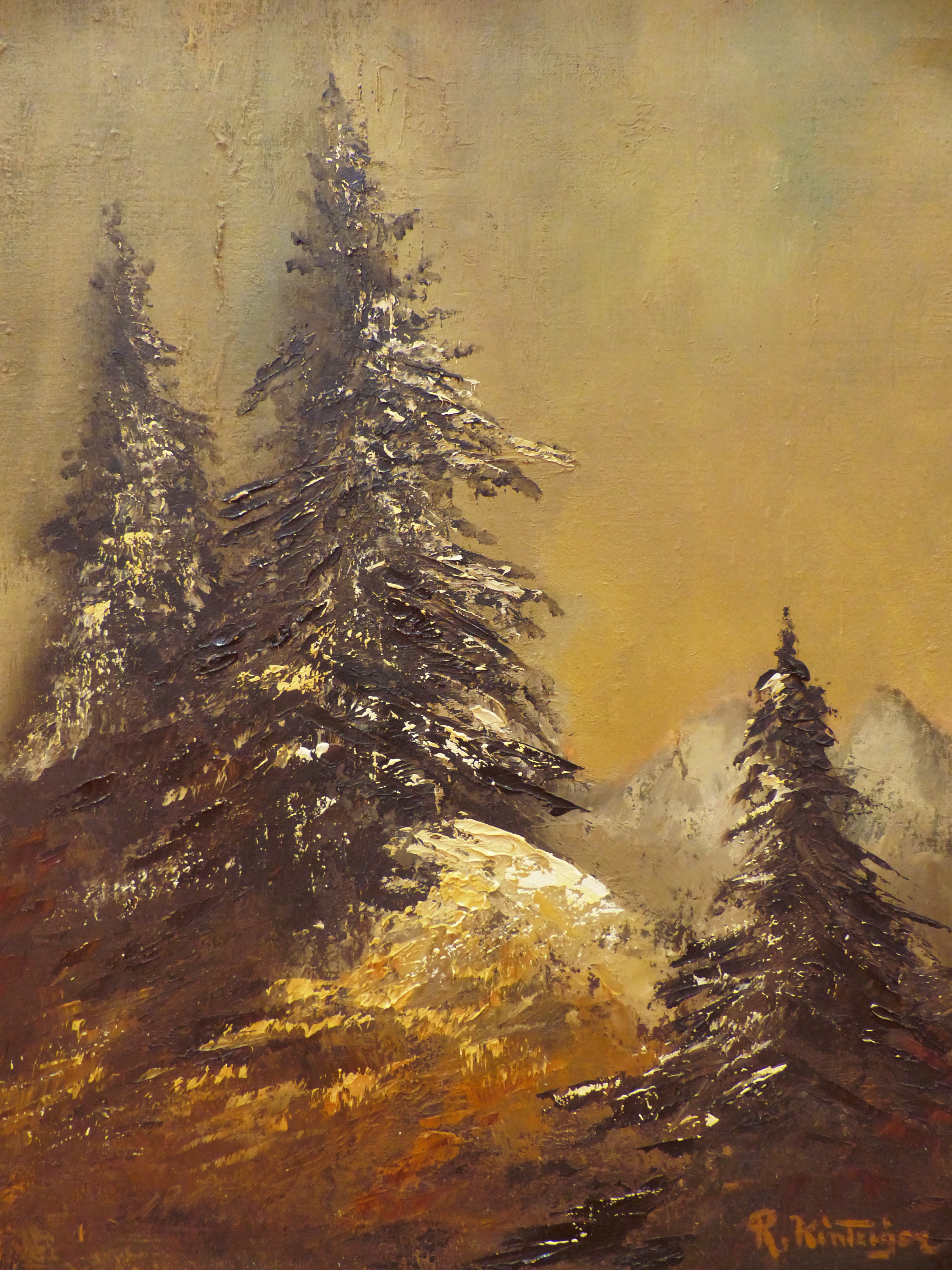
Besneeuwde sparrenbomen
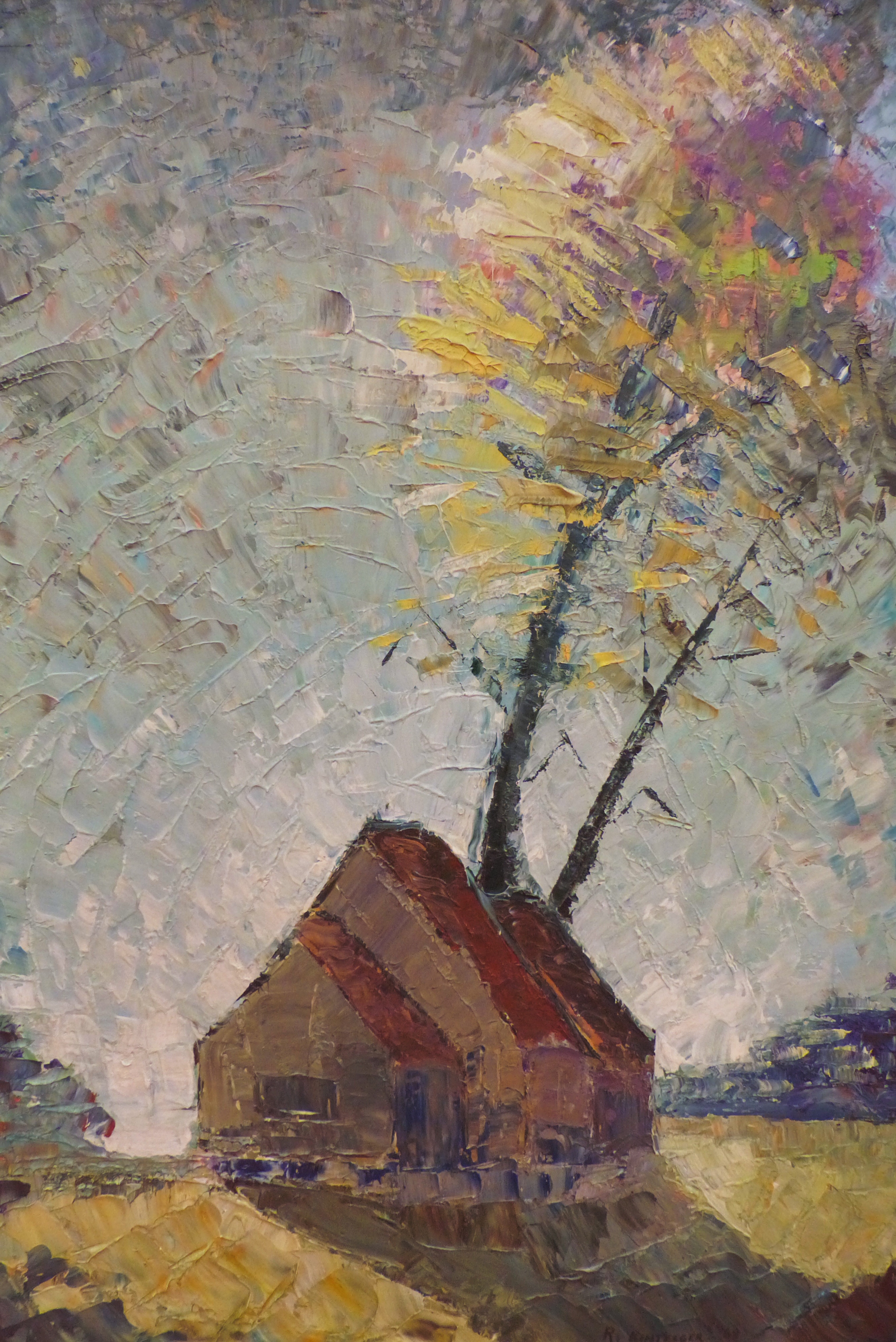
Huis met boom
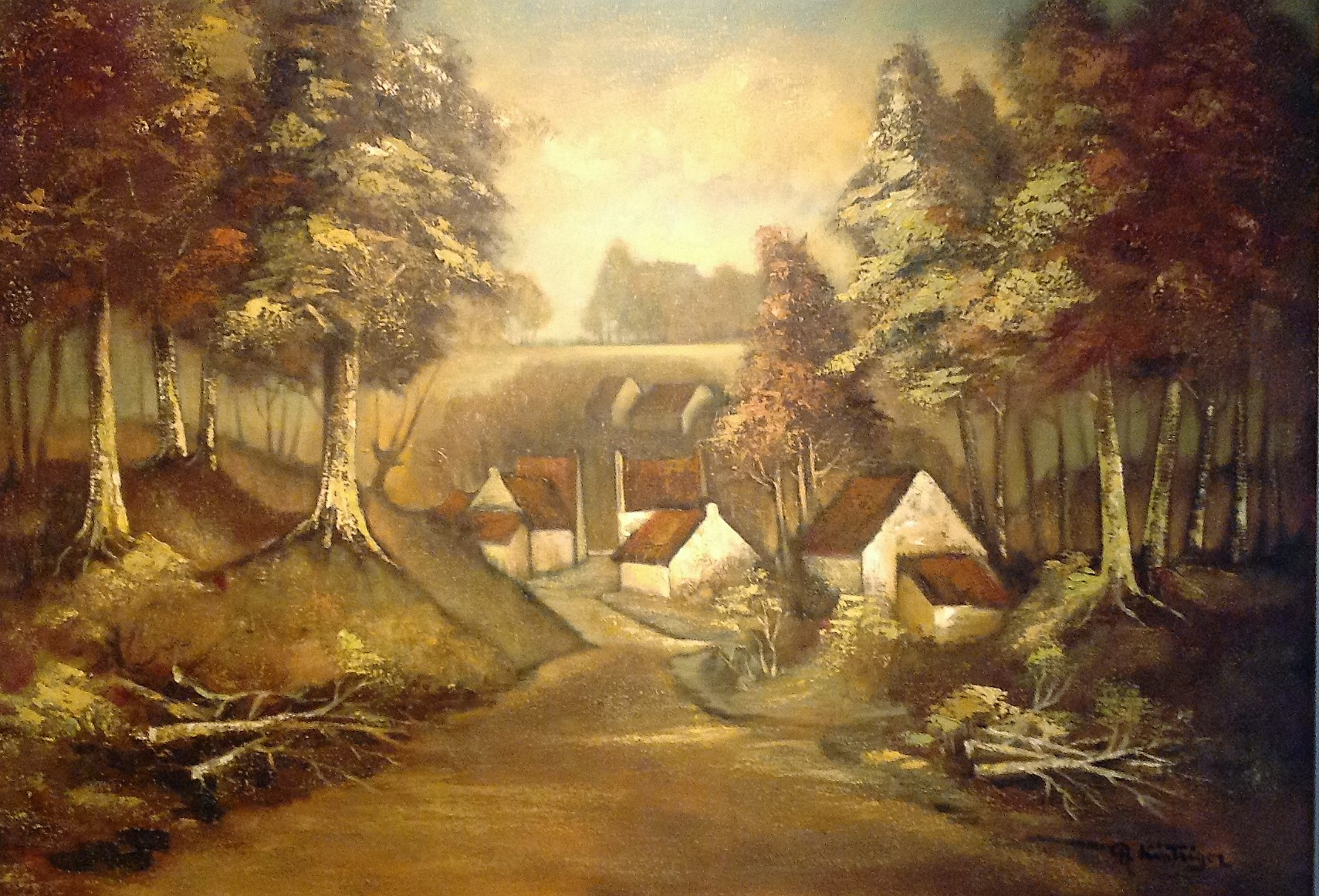
Straat met bomen
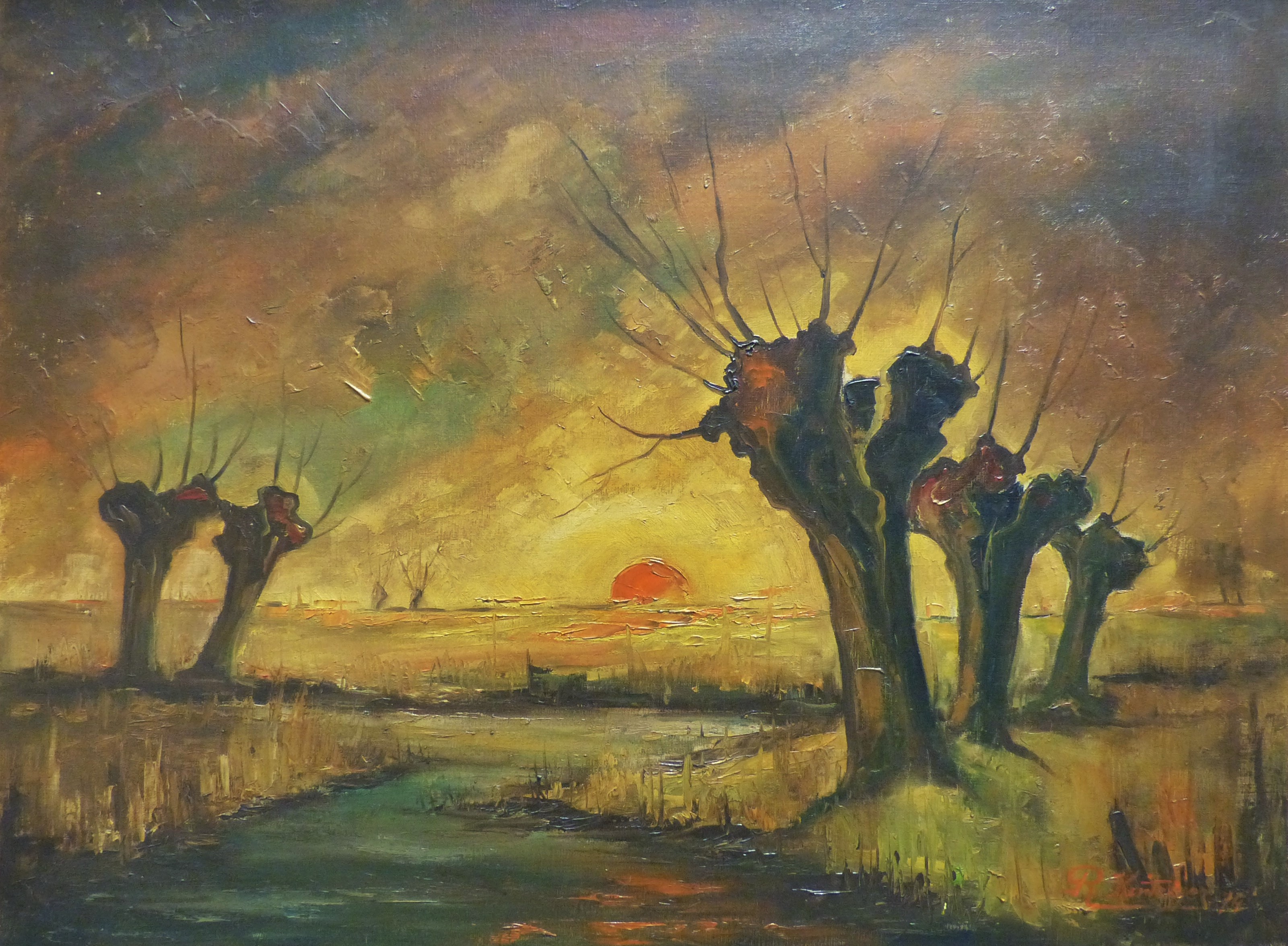
Kreken bij zonsondergang
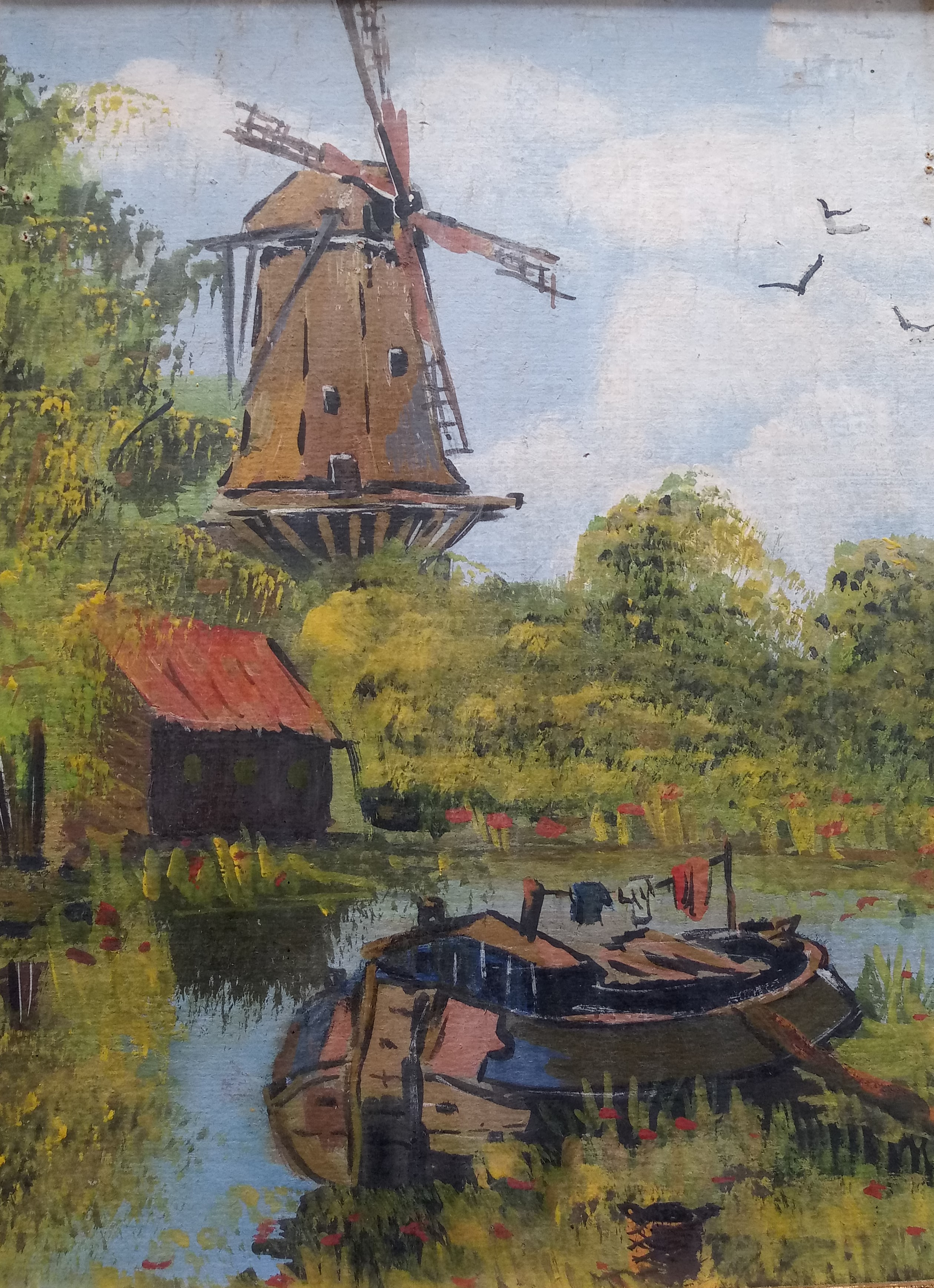
Windmolen met woonboot
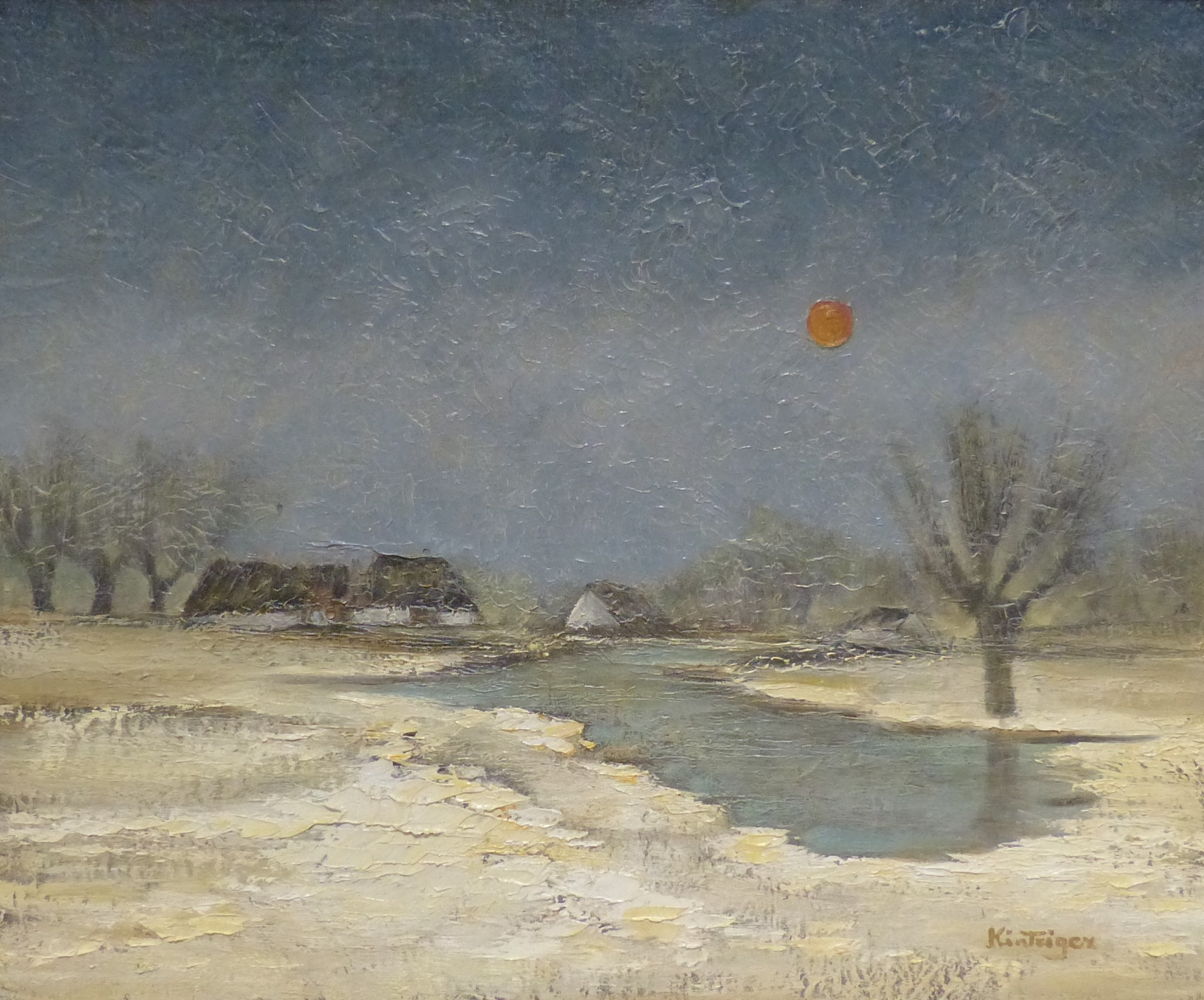
Besneeuwde kreken
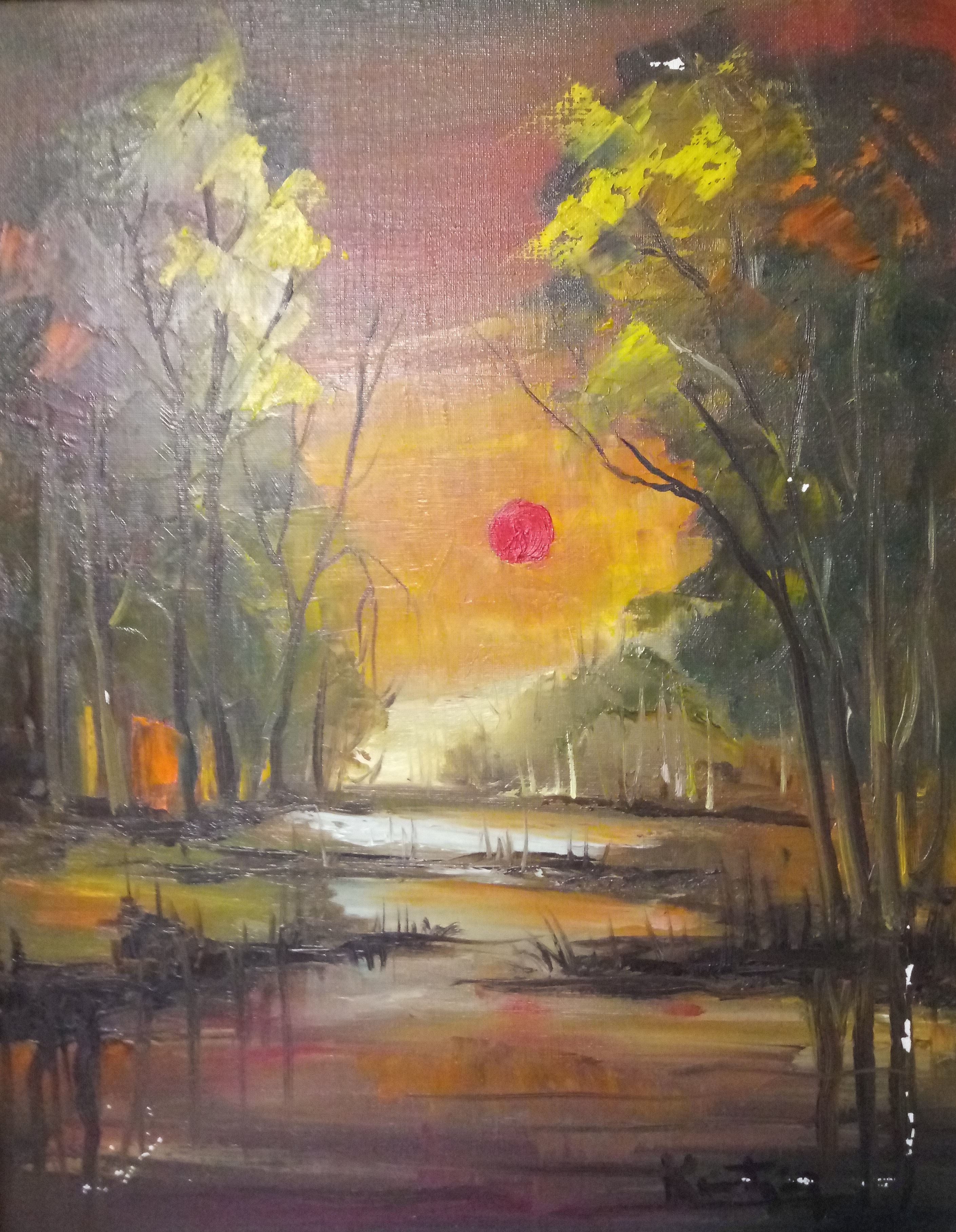
Kreken bij zonsondergang